# Ganga Mahal Ghat

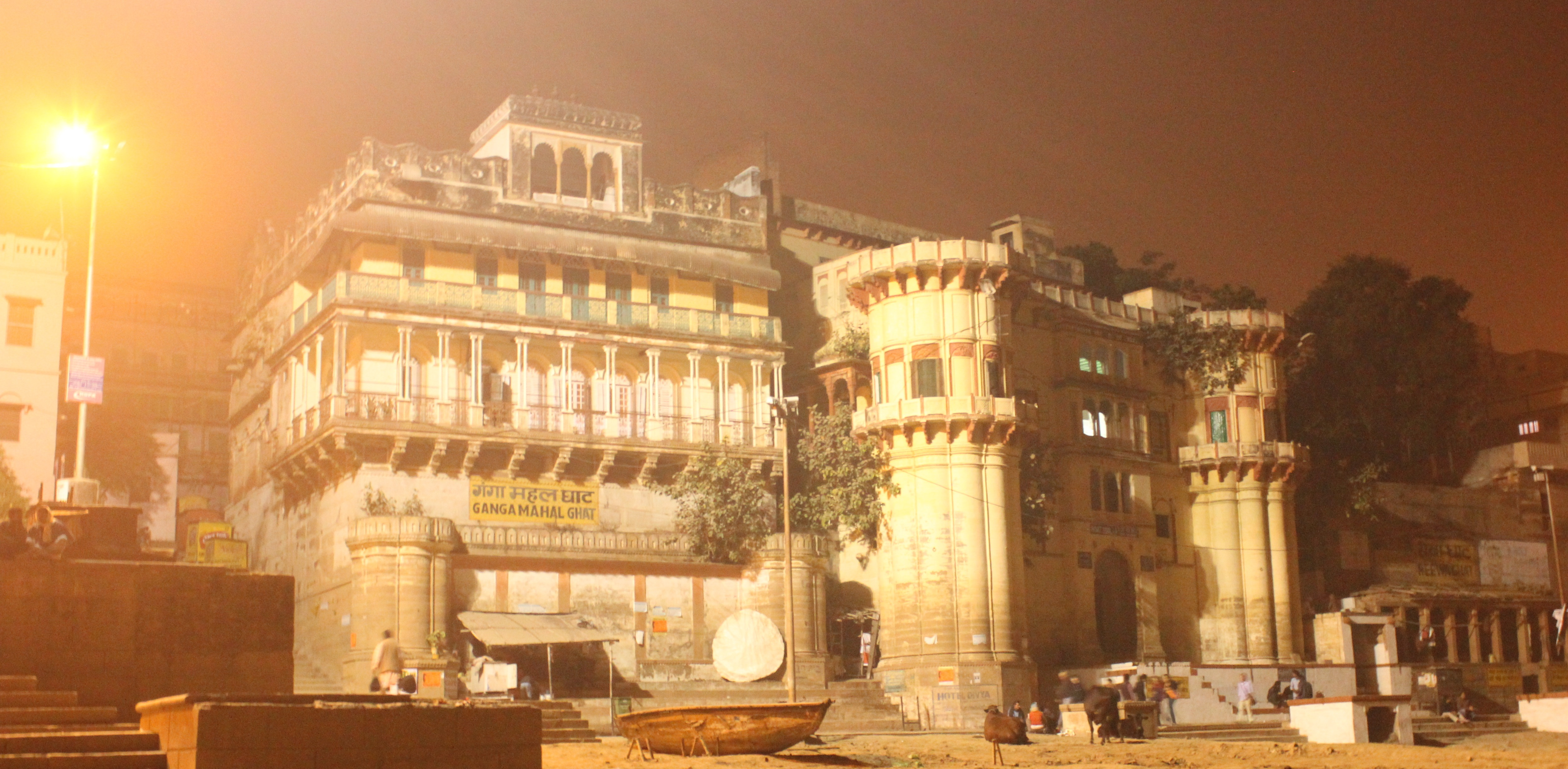
Ganga Mahal Ghat

Ganga Mahal Ghat (Hindi गंगा महल घाट) ist eines der bedeutendsten Ghats am Ufer des Ganges in Varanasi. Es wurde 1830 unter der Narayan-Dynastie erbaut. Es befindet sich nördlich des Assi Ghat und war ursprünglich als Erweiterung des Assi Ghats nach Norden gedacht.

## Geschichte
Die Narayan-Dynastie erbaute 1830 einen Palast am Ufer des Ganges in Varanasi. Der Palast wurde Ganga Mahal genannt (‚Mahal‘ bedeutet ‚Palast‘ auf Hindi). Weil der Palast sich über dem Ghat befand, wurde das Ghat „Ganga Mahal Ghat“ genannt. Stufen zwischen dem Assi Ghat und dem Ganga Mahal Ghat trennen die beiden Ghats. Der Palast wird heute von Bildungseinrichtungen benutzt. Das erste Stockwerk wird vom World Literacy program of Canada genutzt, der zweite und dritte Stock vom Indo-Swedish Study Centre, welches von der Universität Karlstad organisiert wird.

## Lage
Ganga Mahal Ghat befindet sich am Ufer des Ganges. Es liegt 6 Kilometer südöstlich der Varanasi Junction railway station und etwa 100 Meter nördlich des Assi Ghat.